# Vario
Vario è il quarto album del disc jockey, produttore discografico, musicista e cantante norvegese Aleksander Vinter, il secondo sotto lo pseudonimo di Savant. È stato pubblicato il 21 marzo 2012.

## Tracce
1. Splinter - 4:58
2. Vario - 3:20
3. Living iPod - 4:41
4. Mecha Blecka - 4:36
5. Shadow (feat. Qwentalis) - 6:48
6. Stormtrooper - 4:19
7. Hero From The Past - 3:29
8. Antipixel - 3:10
9. Ba-Da Bing! - 5:05
10. Party Machine - 5:40
11. Champagne - 6:22
12. Heart-Shaped Mushroom Cloud - 3:39
13. Burgertime (Savant Theme) - 3:03
14. Trust Issues - 4:20
15. Fuck Nexus - 5:50
16. Thunderclout - 5:47